# Vùng đô thị Miami
Vùng đô thị Nam Florida (tiếng Anh: South Florida metropolitan area, cũng gọi là Vùng đô thị Miami tiếng Anh là Miami metropolitan area, và được xác định là Vùng thống kê đô thị Miami–Fort Lauderdale–Pompano Beach, FL bởi Cục quản lý Hành chính và Ngân Sách Hoa Kỳ (Office of Management and Budget), là vùng đô thị đông dân nhất ở Đông Nam Hoa Kỳ và là vùng đô thị đông dân thứ 7 Hoa Kỳ, bao gồm khu vực ba quận hạt ở bờ biển đông nam của tiểu bang Florida, Hoa Kỳ. Vùng đô thị này gồm các quận Miami-Dade, Broward, và Palm Beach. Ba quận này là ba quận đông dân nhất ở tiểu bang Florida. Thuật ngữ Nam Florida gần đồng nghĩa với Gold Coast. Các thành phố chính trong vùng đô thị này gồm có Miami, Fort Lauderdale, Hollywood, Pompano Beach, Boca Raton, và West Palm Beach.